# Flaga Katowic
Flaga Katowic – jeden z symboli miasta Katowice w postaci flagi.
Została ona ustanowiona uchwałą Rady Miejskiej Katowic z dnia 16 marca 1998 roku w sprawie zmian w statucie miasta Katowice. Wzór i opis flagi znajdują się także w załączniku nr 2 do statutu miasta Katowice uchwalonego przez Radę Miasta Katowice 9 lutego 2004 roku.

## Wygląd i symbolika

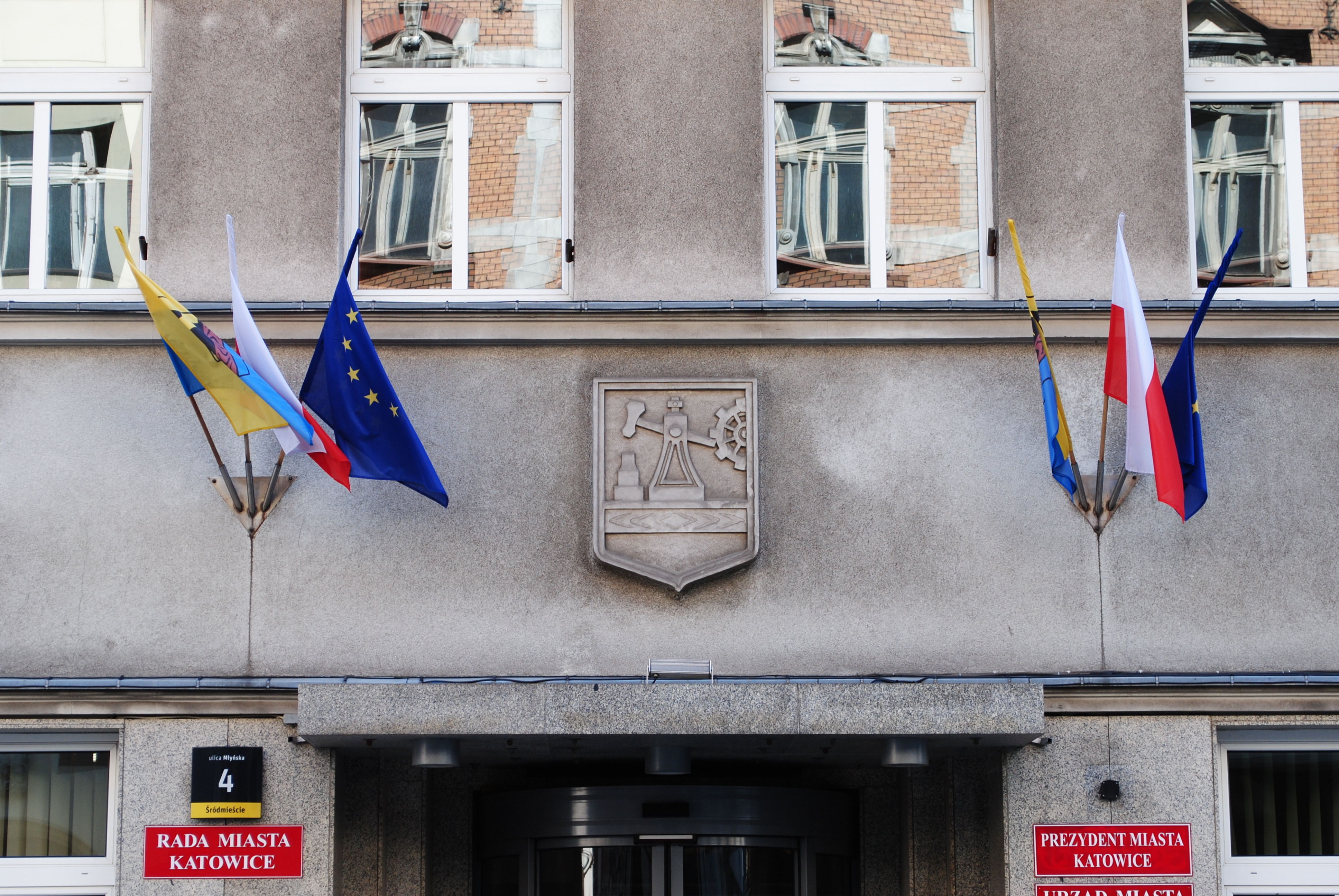
Flagi Katowic, Polski i Unii Europejskiej na elewacji frontowej gmachu Urzędu Miasta Katowice

Flaga została zaprojektowana jako prostokątny płat z dwoma równymi pasami połączonymi ze sobą, z których górny jest w kolorze żółtym, a dolny w kolorze błękitnym. Pośrodku niej umieszczony jest herb Katowic.
Barwy flagi Katowic pochodzą od herbu Górnego Śląska. W załączniku do statutu miasta Katowice nie podano natomiast proporcji płata.